# Haaretz
Haaretz (in ebraico הארץ‎?Il paese”)Ha(il) - Haaretz- (paese) è un quotidiano israeliano di orientamento di sinistra, fondato nel 1919. È pubblicato in lingua ebraica in formato Berlinese. Gli uffici principali del quotidiano sono localizzati in Israele.

## Descrizione
L'edizione in lingua inglese è la traduzione di questo giornale. In Israele è pubblicato e venduto assieme all'International Herald Tribune. Il periodico è di proprietà per il 60% della Famiglia Schocken, per il 20% di M. DuMont Schauberg e per il 20% di Leonid Nevzlin. Tra i suoi giornalisti si annoverano lo scrittore israeliano Benjamin Tammuz che ha collaborato col quotidiano dal 1948 in poi, Gideon Levy e Amira Hass. Il quotidiano ha più volte abbracciato posizioni fortemente critiche nei confronti del governo di Benjamin Netanyahu.